# Baldassare Peruzzi
Baldassare Tommaso Peruzzi, italijanski slikar in arhitekt, * 7. marec, 1481, Siena, † 6. januar 1537 ali 1536, Rim
Dolga leta je delal z Bramantejem, Rafaelom in kasneje Sangallom med postavitvijo nove bazilike sv. Petra. Po plenitvi Rima (1527) se je vrnil v rodno Sieno, kjer je bil zaposlen kot arhitekt v republiki. Za Sienčane je zgradil nove utrdbe za mesto in zasnoval (čeprav ni zgradil) izjemen jez na reki Bruni pri Giuncaricu. Zdi se, da se je do leta 1535 za stalno preselil v Rim. Naslednje leto je tam umrl in bil pokopan v Rotundi Panteona blizu Rafaela.
Bil je slikar fresk v Cappella San Giovanni (kapela sv. Janeza Krstnika) v Sienski stolnici.
Njegov sin Giovanni Sallustio je bil tudi arhitekt. Drugi sin, Onorio, se je slikanja učil od svojega očeta, nato pa je postal dominikanski duhovnik v samostanu Santa Maria sopra Minerva v Rimu. Nato je prenehal slikati, dokler njegovi nadrejeni v San Romano di Lucca niso zahtevali poslikave orgelskih vrat cerkve.

## Dela
Kritično bogastvo Peruzzijevega arhitekturnega dela se je po 16. stoletju hitro zmanjšalo. Medtem ko so ga njegovi sodobniki imeli za enega največjih umetnikov stoletja, kar izhaja iz del Vasarija, Palladija, Serlia, Cellinija, je bil v naslednjih stoletjih kmalu pozabljen, vse do ponovnega odkritja v 20. stoletju. Zato je poleg velikih del precej težko dokončati seznam projektov. Vse sodobne raziskave pa potrjujejo Vasarijevo atribucijo in bogatijo seznam Peruzzijskih del.

### Villa Chigi (Le Volte)
Peruzzi v Rimu vzdržuje stike in naročila tudi v Sieni, blizu katere je med letoma 1502 in 1505 verjetno načrtoval vilo za Sigismonda Chigija, drugega člana močne družine. Peruzzijeva vloga oblikovalca ni v celoti dokumentirana in še splošno sprejeta, če domnevamo tudi vlogo Francesca di Giorgia Martinija, ki je v svojih spisih izdelal model primestne stavbe z dvema štrlečima kriloma. Peruzzi je pravzaprav uporabil planimetrični sistem z tlorisom v obliki črke U z dvema stranskima kriloma (disimetrično zaradi že obstoječih struktur), ki obdajata osrednji del, ki ga zasedata dve prekrivajoči se loži, odprti na okoliško pokrajino. Zato je ta stavba verjetno prvi poskus sheme, ki je bila nato uporabljena za rimsko vilo Farnesina za bankirja Agostina Chigija.

### Villa Farnesina
Villa Farnesina Chigi, izredno zgodnje delo, verjetno zasnovano od leta 1506, se je rodila kot vila na izvenmestnem položaju, v kraju La Lungara na bregu Tibere, za sienskega bankirja Agostina, ki je nabral veliko bogastvo s prihodki od prodaje galuna iz Tolfa in ki je v Rimu užival zaščito papeža Leona X. in bil pomemben mecen. Vila je leta 1590 prešla v posest družine Farnese, od tod tudi sedanje ime. Simetrični načrt v obliki črke U, ki omogoča tesno povezavo med vrtom in vilo, spominja na vitruvijske modele. Arhitektura se od trenutnih modelov v Rimu na začetku stoletja razlikuje zaradi pomanjkanja rustike in odsotnosti močnega plastičnega reliefa na fasadi, reduciranih na pilastre. Notranjost je bila poslikana po ikonografskem programu izjemne širine, zaupanega velikim umetnikom: Peruzziju samemu, Sebastianu del Piombu, Rafaelu in njegovi delavnici (vključno z Giuliom Romanom) in Sodomi. Zunanjost je bila poslikana, čeprav so danes ostale le majhne, nečitljive sledi.
Vila je zdaj sedež Accademia dei Lincei.

### Cappella Ghisilardi
Projekt za kapelo družine Ghisilardi je morda nastal med njegovim bivanjem v Bologni ali pa je bil kasneje poslan iz Rima. Dela so potekala med letoma 1530 in 1535 brez prisotnosti Peruzzija na gradbišču. Zgrajena stavba, ki izstopa s svojo opečno maso, označeno z dorskimi pilastri in oboki, na fasadi starodavne cerkve San Domenico, ohranja znake svojega jezikovnega eksperimentalizma, zlasti v notranjosti z grškim križem s štirimi stebri prostih kotov za podporo strehe, po modelih, od poznoantičnih mavzolejev do cerkve San Bernardino v Urbinu, ki jo je izdelal njegov stari mojster Francesco di Giorgio Martini.

### Druge vile v Sieni
- Villa La Suvera v Casole d'Elsa;
- Villa L'Apparita v Sieni;
- Villa Chigi di Vicobello, v domačem kraju;
- Villa Celsa v Sovicille;

### Palazzo Massimo alle Colonne
Ena najpomembnejših stavb, ki jih je zgradil Peruzzi, je Palazzo Massimo alle Colonne, prav tako v Rimu, zgrajena na ruševinah rimskega Odeona in uvrščena med najpomembnejše primere manieristične kulture. 
To je zadnje delo Peruzzija, ki je realizacijo pustil nepopolno.
Umetnik je zaradi konformacije kraja predvidel ukrivljeno fasado, morda zato, da bi sledil predobstoju, v pritličju, med vrsto pilastrov, kolonado, ki se odpira na staromodno vežo; zgoraj je vstavil konveksni trak, edini vodoravni element, ki podpira edikularna okna piano nobile. V zadnjih dveh nadstropjih je oblikoval medetažna okna, ponazorjena na tistih iz Rafaelove palače Branconio dell'Aquila; dinamični učinek fasade poudarja chiaroscúro, ki ga daje mreža kamnitih spojev.

### Druga arhitekturna dela
Med drugimi Peruzzijevimi deli (ali njegovo šolo) se je treba spomniti:
- Palazzo Fusconi Pighini (približno 1519-1524) [19]
- Palazzo dei Governanti v Porto Ercole: pripisal se mu je projekt arkade, verjetno izveden med njegovim prehodom iz mesta, ko je bežal iz Rima.
- Vila kardinala Trivulzija v kraju "Salone Vecchio" (nedaleč od stika Acqua Vergine, v Agro Romano); vila je bila pozneje opustošena, nato uporabljena kot kmečka hiša in nazadnje opuščena. V vili, ki je zdaj obnovljena, naseljena in v zasebni lasti, je ohranjena pomembna freska.
- Spremembe utrdbe Roccasinibalda na območju reatino. Čeprav je težko prepoznati projekt teh posegov, so mu pripisani na podlagi njegovih risb, ohranjenih v Uffiziju.

### Slikarska in kiparska dela
- Freske ville Farnesine. Peruzzi posega neposredno v svojo prvo pomembno arhitekturo s freskami Sala del fregio, obokanim stropom Sala di Galatea (v katerem predstavlja mitološke simbole po zapleteni shemi, v kateri je bil prepoznan klientov horoskop). Sala delle Prospettive, v kateri je ena prvih predstavitev perspektivne iluzije: skozi ponarejeno ložo si lahko ogleda različne pokrajinske poglede na podeželje in mesto Rim.
- Freske v Santa Maria della Pace, Rim (okoli 1516): Presentazione di Santa Maria al Tempio; Madonna con le Sante Brigida e Caterina e il cardinale Ferdinando Ponzett'i; Storie del Vecchio e Nuovo Testamento v apsidi.
- Freske v gradu Julija II. v Ostiji, kot poroča Vasari.
- Zgodbe o Devici (1504-1506), cikel fresk v cerkvi Sant'Onofrio al Gianicolo v Rimu.
- Freske v cerkvi San Pietro in Montorio.
- Decorazione del soffitto (Volta Dorata)   (okoli 1519), freske v Palazzo della Cancelleria v Rimu.
- Freske v Palazzo Madama.
- Freske v cerkvi San Rocco v Rimu.
- Apolon in muze, Galleria Palatina, Firence.
- Nagrobni spomenik papeža Adriana VI. (1524-1529), marmor, Santa Maria dell'Anima v Rimu.